# Тафатата, Джойс
Джойс Файт Тафатата (англ. Joyce Feith Tafatatha; 18 апреля 1998, Блантайр, Малави) — малавийская пловчиха. Участница Олимпийских игр 2012 года.

## Карьера
Джойс Тафатата начала заниматься спортом в Международной высшей школе Сент-Эндрюс в Блантайре. Она участвовала в многих национальных и международных соревнованиях, и установила много рекордов своей страны. В марте 2012 года на национальном чемпионате Малави, проводимом в Bishop Mackenzie International School, спортсменка установила шесть национальных рекордов.
В возрасте 14 лет впервые приняла участие в Летних Олимпийских Играх 2012 года в Лондоне, где стала одной из самых юных участниц соревнований. На дистанции  50 метров вольным стилем малавийка заняла 47 место.
Для дальнейшего развития спортивной карьеры Джойс переехала в Нидерланды, чтобы иметь возможность полноценно тренироваться и выступать на крупных соревнованиях.